# Minnehof
Minnehöfe oder Liebeshöfe (franz. Cours d’amour) waren mittelalterliche Versammlungen, die spielerisch Gerichtsverhandlungen nachahmten und in denen Fragen der rechten Minne verhandelt wurden. Diese literarischen Hofgesellschaften kamen im 12. Jahrhundert in der Provence auf und dienten der höfischen Unterhaltung. Den Vorsitz hatten meist adlige Damen inne, literarische Grundlagen bildeten Minnetraktate, etwa von Andreas Capellanus oder Martial d’Auvergne.
Eine Parodie auf die Minnehöfe ist das mittellateinische Concilium Romarici Montis aus dem 12. Jahrhundert. In der Neuzeit wurden Minnehöfe häufig künstlerisch rezipiert, unter anderem in Carl Orffs musikalischer Bearbeitung der Carmina Burana.